# コンシューマ・ソフト・グループ
コンシューマ・ソフト・グループ(Consumer Soft Group)は家庭用ゲーム機のゲームソフトメーカーから成る団体である。略称はCSGである。
1988年4月、それまで各社が個別に行っていた新作ゲームの展示会をまとめることにより、手間と経費の削減および問屋や小売店への便宜を図るために設立された。のちの東京ゲームショウの前身と言える展示会を1996年3月まで18回開催した。

## 運営
第3回展示会時点での運営委員長はナムコ、副運営委員長はハドソン、運営委員はアスキー、コナミ、サン電子、ジャレコ、タイトー、データイースト、監事はアイレム、コトブキシステムである。
1996年1月24日の第8回総会で運営委員にアスキー、カルチャーブレーン、コナミ、コンパイル、ザウルス、サン電子、ジャレコ、セガ、タイトー、ハドソンが選ばれる。

## 各展示会
第3回
1989年2月8日に東京都立産業貿易センター、2月14日に大阪国際見本市会館、2月16日に愛知県産業貿易館で開催
39社が出展
ファミリーコンピュータ用、PCエンジン用、メガドライブ用のゲームを約90種類展示
第4回
1989年6月15日から6月16日に東京都立産業貿易センター、6月19日に新大阪中央ビル、6月22日に愛知県産業貿易館で開催
43社が出展
ファミリーコンピュータ用、PCエンジン用、メガドライブ用、ゲームボーイ用のゲームを約120種類展示
第5回
1989年9月8日から9月9日に東京都立産業貿易センター、9月12日に名古屋市中小企業振興会館、9月14日に新大阪中央ビル、9月21日に北海道アクセス札幌、9月27日に福岡国際センターで開催
42社が出展
ファミリーコンピュータ用65種、PCエンジン用40種、メガドライブ用7種、ゲームボーイ用14種を展示
第6回
1990年2月14日に池袋サンシャインシティ、2月19日に新大阪中央ビル、2月21日に福岡国際センター、2月23日に名古屋市中小企業振興会館で開催
43社が出展
ファミリーコンピュータ用、PCエンジン用、メガドライブ用、ゲームボーイ用のゲームを145種類展示
第7回
1990年9月4日に名古屋市中小企業振興会館、9月14日から9月15日に東京都立産業貿易センター、9月19日に北海道アクセス札幌、9月30日から10月1日に新大阪ワシントンホテルで開催
39社が出展
約160種類展示
初心会展開催に伴い、任天堂ゲーム機のゲームの展示は減少
第8回
1991年2月20日に福岡国際センター、3月24日から3月25日に池袋サンシャインシティ、3月27日から3月28日に大阪OMMビル、4月7日から4月8日に名古屋産業貿易会館
48社が出展
ファミリーコンピュータ用約50種、PCエンジン用16種、メガドライブ用25種、ゲームボーイ用25種、スーパーファミコン用15種を展示
第9回
1991年8月末から9月下旬にかけて、大阪、名古屋、札幌、福岡、東京で開催。
ファミリーコンピュータ用が過半数を占めるが、PCエンジン用、メガドライブ用の増加が目立つ、メガCD、SUPER CD-ROM2用タイトルも展示
第10回
1992年2月中旬から3月下旬にかけて、福岡、東京、大阪、名古屋の順に開催
スーパーファミコン用約70種、ファミリーコンピュータ用約30種、PCエンジン用20種、メガドライブ用20種、他ゲームボーイ用
第11回
1992年9月上旬から下旬にかけて、大阪、名古屋、札幌、福岡、東京の順で開催
約200種の内、半数がスーパーファミコン用、他ファミリーコンピュータ、ゲームボーイ、メガドライブ、メガCD、ゲームギア、PCエンジン
第12回
1993年2月から4月にかけて、大阪、名古屋、福岡、東京などで開催
約170種のゲームを展示
第13回
1993年9月8日に名古屋、9月14日から9月15日に大阪、9月17日に福岡、9月22日に札幌、9月26日から9月27日に東京で開催
スーパーファミコンが128種、ゲームボーイ、メガドライブ、PCエンジンが20数種。格闘アクションやパズルゲームが多い。
新作ゲームによるゲーム大会が行われた。
第14回
1994年2月16日に福岡国際センター、3月21日から3月22日にマイドーム大阪、3月25日から3月26日に名古屋国際会議場、3月29日から3月30日に池袋サンシャインシティで開催
52社が東京・大阪、48社が名古屋、17社が福岡でそれぞれ出展
スーパーファミコンが115種、PCエンジン・SUPER CD-ROM2が16種、ゲームボーイが14種、メガドライブが13種、3DOが5種
サッカーゲームが急増
第15回
1994年9月18日から9月19日にマイドーム大阪、9月25日から9月26日に池袋サンシャインシティ、10月16日に名古屋国際会議場で開催
58社が大阪、59社が東京で出展
スーパーファミコンが132種、PCエンジン・SUPER CD-ROM2が19種、メガドライブが10種、3DOが5種
セガサターンが注目された
第16回
1995年3月5日から3月6日に名古屋国際会議場、3月21日から3月22日にマイドーム大阪、3月28日から3月29日に池袋サンシャインシティで開催
53社が出展
190種を展示、うちスーパーファミコンが104種、セガサターンが20種、プレイステーションが19種、3DOが5種、ネオジオCDが1種
第18回
1996年3月3日から3月4日に池袋サンシャインシティ、3月10日から3月11日に大阪ATCホール、3月17日から3月18日に名古屋国際会議場で開催
1995年11月28日に設立されたCESAが同様の活動を行うことから、発展的解消し、各企業はCESAが主催する東京ゲームショウに移行することを発表
59社が出展
220種を展示、プレイステーションが全体の40％、セガサターンが25％、他スーパーファミコン用など